# São Bento do Ameixial
São Bento do Ameixial é uma localidade portuguesa do Município de Estremoz que foi sede da extinta Freguesia de São Bento do Ameixial, freguesia que tinha 41,98 km² de área e 335 habitantes (2011), e, por isso, uma densidade populacional de 8 hab/km².
A Freguesia de São Bento do Ameixial foi extinta em 2013, no âmbito de uma reforma administrativa nacional, para, em conjunto com a Freguesia de Santa Vitória do Ameixial, formar uma nova freguesia denominada União das Freguesias do Ameixial (Santa Vitória e São Bento) com a sede em Santa Vitória.

## População
| População da freguesia de São Bento do Ameixial | População da freguesia de São Bento do Ameixial | População da freguesia de São Bento do Ameixial | População da freguesia de São Bento do Ameixial | População da freguesia de São Bento do Ameixial | População da freguesia de São Bento do Ameixial | População da freguesia de São Bento do Ameixial | População da freguesia de São Bento do Ameixial | População da freguesia de São Bento do Ameixial | População da freguesia de São Bento do Ameixial | População da freguesia de São Bento do Ameixial | População da freguesia de São Bento do Ameixial | População da freguesia de São Bento do Ameixial | População da freguesia de São Bento do Ameixial | População da freguesia de São Bento do Ameixial |
| ----------------------------------------------- | ----------------------------------------------- | ----------------------------------------------- | ----------------------------------------------- | ----------------------------------------------- | ----------------------------------------------- | ----------------------------------------------- | ----------------------------------------------- | ----------------------------------------------- | ----------------------------------------------- | ----------------------------------------------- | ----------------------------------------------- | ----------------------------------------------- | ----------------------------------------------- | ----------------------------------------------- |
| 1864                                            | 1878                                            | 1890                                            | 1900                                            | 1911                                            | 1920                                            | 1930                                            | 1940                                            | 1950                                            | 1960                                            | 1970                                            | 1981                                            | 1991                                            | 2001                                            | 2011                                            |
| 470                                             | 456                                             | 482                                             | 665                                             |                                                 |                                                 |                                                 | 971                                             | 1 027                                           | 893                                             | 685                                             | 599                                             | 545                                             | 390                                             | 335                                             |

Nos censos de 1911 a 1930 estava anexada à freguesia de Glória